# 山梨県立中央高等学校
山梨県立中央高等学校（やまなしけんりつ ちゅうおうこうとうがっこう）は山梨県甲府市にある公立高等学校。
山梨県の定時制高校の中心的な学校。定時制と通信制からなる。平成25年新校舎完成。定時制は平成25年度より午前部（普通科）・午後部（普通科・情報経理科）・夜間部（普通科・情報経理科）の三部制となった。通信制は普通科と衛生看護科。定時制においては、スクールカウンセラーの配置、山梨英和大学大学院臨床心理学専攻との提携による大学院生の相談スタッフの活動、チューター制（学級担任の他に、生徒が自分で選ぶ個別担任制）の導入、ソーシャルスキルトレーニングの実施等、教育相談や生徒支援の体制を整備しキャリア教育の充実に努めている。通信制においても、教育相談や生徒支援、キャリア教育の充実に取り組んでいる。
校歌は谷川俊太郎作詞。文化祭は「明窓祭」。教職員数94人(平成30年度現在）。

## 設置学科
- 定時制課程
  - 普通科
  - 情報経理科
- 通信制課程
  - 普通科
  - 衛生看護科[1]

## 沿革
- 1971年 - 山梨県立中央高等学校として開校。
- 1991年 - 定時制が単位制へ移行。
- 2013年 - 定時制が午前部 午後部 夜間部の三部制に移行。新校舎での授業開始。

## 交通
- 甲府駅5･6番乗り場から山梨交通バス03・04・30・34・35・39・42・44・46・47・49系統に乗車、荒川橋バス停下車徒歩5分
- 韮崎駅から山梨交通バス35系統甲府駅行に乗車、荒川橋バス停下車徒歩5分